# Decemviri sacris faciundis
De Decemviri Sacris Faciundis, soms eenvoudigweg Decemviri Sacrorum' genoemd, oorspronkelijk Duumviri (Sacris Faciundis) en later Quindecimviri Sacris Faciundis, waren de leden van een collegium te Rome en werden voor leven gekozen. Hun hoofdtaak was voor de Sibyllijnse boeken te zorgen en hen te raadplegen bij alle belangrijke gebeurtenissen, op bevel van de senaat. Vergilius alludeert op hen in zijn toespraak tot de Sibylen — "lectosque sacrabo, ..., viros". Verder stonden zij ook in voor de uitvoering van heilige riten. Apollo, Magna Mater en Ceres vielen onder hun toezicht, daar hun cultus op advies van de Sibbylijnse boeken ingevoerd waren.

## Duumviri Sacris Faciundis
Onder de Romeinse koningen werd de zorg voor de Sibyllijnse boeken aan twee mannen (duumviri) van hoge rang toevertrouwd. Een van hen, Atilius of Tullius genoemd, werd door Tarquinius Superbus gestraft, voor het het schenden van diens vertrouwen, en werd door hem in een zak genaaid en in zee geworpen. Bij de verdrijving van de koningen werd de zorg voor deze boeken aan de edelsten van de patriciërs toevertrouwd, waardoor dezen van alle militaire en civiele plichten werden vrijgesteld. De overgang van het koninkrijk naar de Republiek lijkt samen te gaan met de toevoeging van enkele rituele functies voor de Duumveri. Waarschijnlijk zou dan pas voor het eerst de titel Duumveri sacris faciundis zijn gebruikt. Aanvankelijk waren zij hoofdzakelijk verantwoordelijk voor simpele individuele riten maar later ging dit over in de verantwoordelijkheid over religieuze festiviteiten en complexe ceremonies. Zij konden ook aanbevelingen doen voor nieuwe tempels en rituelen. In 496 v.Chr., toen Rome werd bedreigd door hongersnood, besloten de duumviri na raadpleging van de Sibyllijnse boeken om de cultus van Ceres in te voeren.

## Decemviri Sacris Faciundis
Hun aantal werd rond 367 v.Chr. verhoogd tot tien, waarbij vijf patriciërs en vijf plebejers werden gekozen. De herziening en herinrichting van de Duumveri waren een deel van de toegevingen aan het plebs in de Leges Liciniae Sextiae. Met deze veranderingen trachtte men het monopolie van de aristocratie op de priesterfuncties te doorbreken. De Decemviri waren hoofdzakelijk verantwoordelijk voor de uitvoering van niet Romeinse riten. Daarom waren zij in de periode vóór het uiteenvallen van de Latijnse Liga (338 v.Chr.), belangrijk voor de instelling en voor het onderhouden van festiviteiten die Rome deelde met hun buren, met als voornaamste doel de loyaliteit van de omliggende gebieden te behouden. Hieruit kan men afleiden dat ten tijde van de Latijnse Liga, de Decemviri een aanzienlijke politieke macht hadden. De raad was belangrijk voor de vorming van relaties met de Latijnse steden. In de 3e eeuw v.Chr. waren er maar weinig gelegenheden meer waarbij de Decemviri nog werden geraadpleegd. De Tweede Punische Oorlog (218-201 v.Chr.) bracht hier echter verandering in. In 216 v.Chr. lieten ze een ongewoon ritueel uitvoeren, het levend begraven van twee Griekse en twee Gallische mannen en vrouwen. In 212 v.Chr. waren ze verantwoordelijk voor offers aan Apollo en Latona tijdens de ludi Apollinares. De cultus van Apollo werd zo als maar belangrijker. Het belang van Apollo voor de Decemviri bleek ook uit de vaststelling dat de leden van de Decemviri thuis een bronzen driepoot bezaten, wat een teken van verering van Apollo was. Ook de introductie van de cultus van Cybele of de Magna Mater in deze periode kwam op aanbeveling van de Decemviri. Zo kan men er toe komen dat de invloed van de Decemviri in Rome is overgegaan van de introductie van specifieke goden buiten het pomerium naar de controle over heiligdommen, ook binnen het pomerium, naar het installeren van bepaalde ceremonies en later ook cultussen binnen het pomerium. Er kwam weinig verandering in de functies van de Decemviri gedurende de 2e eeuw v.Chr. Tegen het einde van de 2e eeuw en het begin van de 1e eeuw v.Chr. kwam hier weer verandering in. Er waren twee voorvallen in deze periode die zorgde dat de prestige van de Decemviri verzwakte. In 103 v.Chr. werd een wet goedgekeurd waarbij de nieuwe leden van de raad niet meer door de raad zelf werden aangesteld (cooptatio) maar door de zeventien tribus van het volk werden gekozen. Hierdoor kregen meer mensen invloed op de uitvoer van rituelen. In het jaar 98 v.Chr. was er een tweede voorval. Tijdens offers uitgevoerd door de Decemviri werden zij onderbroken door een profetie.

## Quindecemviri Sacris Faciundis
Vervolgens werd hun aantal tot vijftien (quindecemviri) verhoogd, maar wanneer is niet geweten. Als er nog decemviri waren in 83 v.Chr., toen de Tempel van Iuppiter Optimus Maximus op het Capitool waarin de Sibyllijnse boeken was afgebrand, en wij over quindecemviri lezen in de tijd van Marcus Tullius Cicero, werd hun aantal waarschijnlijk tot vijftien opgetrokken door Lucius Cornelius Sulla, waarvan we weten dat hij het aantal van enkel ander priestercolleges verhoogde. Het is ook tijdens het regime van Sulla en meer specifiek in 83 v.Chr. dat een brand in Rome de Sibylijnse boeken vernielde. Direct werd overal in het rijk gezocht naar nieuwe orakels, bedoeld om de oudere te vervangen. Na verloop van tijd circuleerden er vele verschillende profetische geschriften waarvan men beweerde dat zij de Sibylijnse boeken waren. Julius Caesar voegde nog één meer toe aan dit aantal, maar dit precedent werd niet gevolgd, daar het collegium nadien enkel uit vijftien bestaan blijkt te hebben.
Vanaf het principaat zal de functie van de Quindecemviri nog verder aan belang inboeten. Augustus gaf namelijk het bevel tot het verzamelen van deze geschriften en liet ze verbranden. Diegene die toch nog enige waarde bleken te hebben liet hij bundelen en in de tempel van Apollo Palatinus op de Palatijn plaatsen, waardoor hij er makkelijk een zeiltje in het oog op kon houden (de tempel bevond zich namelijk vlak bij zijn huis). De Quindecemviri kreeg ook over deze geschriften de verantwoordelijkheid. Het was daarnaast ook de plicht van de quindecemviri om de Ludi Saeculares te vieren. Zijn opvolger Tiberius zal later nog enkele veranderingen maken in de samenstelling van de Sybilijnse geschriften.